# Macriano (condottiero)
Macriano (fl. IV secolo) è stato un potente capo della tribù germanica degli Alamanni nel IV secolo.

## Biografia
Nel 374, l'imperatore romano d'occidente Valentiniano I, non essendo riuscito a mettergli contro i Burgundi, fu costretto a scendere a patti con lui. La pace stipulata con Roma durò fino alla sua morte: fu ucciso in un agguato tesogli dal re dei Franchi Mallobaude, contro cui era in guerra. Valentiniano I venne a patti con questo re, accordo che venne stabilito in mezzo al fiume Reno dove i due si incontrarono; l'imperatore romano lo sostituì con Fraomario della tribù alamannica dei Bucinobanti, il quale fu poi inviato a guidare un reparto valido di suoi connazionali in Britannia.